# Sara Carreira
Sara Carreira, nome artístico de Sara Marina Araújo Antunes (Dourdan, 21 de outubro de 1999 — Póvoa da Isenta, 5 de dezembro de 2020), foi uma cantora portuguesa.
Nasceu em Dourdan, nos arredores de Paris, a 21 de outubro de 1999, filha do cantor Tony Carreira e da sua agente Fernanda Antunes, e irmã mais nova dos também cantores  David Carreira e Mickael Carreira. Embora nascida numa família muito ativa no meio artístico, foi sempre desencorajada pelo pai e irmãos de seguir o mesmo caminho.

## Carreira

### Carreira musical
Aos 12 anos subiu ao palco pela primeira vez, com o pai, no Pavilhão Atlântico. Em setembro de 2017 estudava canto, tendo iniciado nessa data o curso em Estudos Asiáticos na Faculdade de Letras da Universidade de Lisboa. Viria a suspender em fevereiro do ano seguinte, planeando a entrada na cena musical, com o lançamento de um single.
Assim, em dezembro de 2018 lança o single, "Gosto de Ti", em conjunto com o irmão, David Carreira, inicialmente no Youtube, e poucas horas depois ao vivo, na gala do concurso de caça-talentos “The Voice Portugal”, da RTP1, obtendo mais de cem mil visualizações nas primeiras 24 horas.
Em fevereiro de 2019 iniciou a carreira musical a solo, com o single "Vou Ficar". Em setembro de 2019 lançou o single "Para Não Chorar", e em novembro seguinte saiu o EP Metade.

### Carreira televisiva
Em setembro de 2019 encontrava-se a trabalhar na dobragem da versão portuguesa do filme de animação Os Sete Anões e os Sapatos Mágicos.
No início de 2020, participa no programa A Máscara, onde atuou como "Pantera", sendo eliminada no sétimo episódio.
Sara queria apostar na sua carreira de atriz, e iria entrar numa das novelas da SIC de 2021, mais concretamente, a sucessora de Amor Amor, o que não aconteceu devido à sua morte. Porém, como a sua primeira opção tinha a TVI, mas Cristina Ferreira, a diretora de entretenimento e ficção do canal, “fechou as portas” a essa possibilidade, e como tal, acabou por falar com a sua segunda opção, a SIC, que lhe acedeu ao pedido.

## Moda
Em novembro de 2018, foi uma das protagonistas do catálogo de noivas da estilista Micaela Oliveira, com quem lançou uma coleção de roupa em 26 de novembro de 2020.

## Filmografia

### Televisão
| Ano  | Título    | Personagem | Canal | Nota                                   | Refs.  |
| ---- | --------- | ---------- | ----- | -------------------------------------- | ------ |
| 2020 | A Máscara | Pantera    | SIC   | Concorrente (Ep.1 ao 7), 1.ª temporada | [ 16 ] |

### Dobragem
| Ano  | Título                             | Personagem     | Refs.  |
| ---- | ---------------------------------- | -------------- | ------ |
| 2019 | Os Sete Anões e os Sapatos Mágicos | Branca de Neve | [ 15 ] |

## Discografia
| Ano  | Tema                                           |
| ---- | ---------------------------------------------- |
| 2012 | Hoje Menina Amanha Uma Mulher Ft Tony Carreira |
| 2018 | Gosto De Ti Ft David Carreira                  |
| 2019 | Vou Ficar                                      |
| 2019 | Para Nao Chorar Ft Nuno Ribeiro                |
| 2019 | Sentimento                                     |
| 2019 | As Nossas Conversas                            |
| 2019 | Penso Em Nós                                   |
| 2019 | Já Tou High                                    |
| 2020 | Sem Ninguém Saber                              |
| 2021 | Leva-Me a Viajar                               |
| 2022 | Só Tu Me Fazes Bem                             |

## Morte
Sara faleceu aos 21 anos em 5 de dezembro de 2020, um sábado, na sequência de um acidente de automóvel na Autoestrada A1 (ao quilómetro 61, sentido norte-sul), entre Santarém e o Cartaxo. Seguia, juntamente com o seu namorado, Ivo Lucas, a caminho de Lisboa, após se ter deslocado ao Porto numa viagem para tratar de assuntos relacionados com a marca de roupa que tinha lançado poucos dias antes. Ivo Lucas sobreviveu, porém, a cantora não resistiu aos ferimentos. O óbito foi declarado no local.
No dia seguinte, o Presidente da República Portuguesa, Marcelo Rebelo de Sousa, endereçou à família uma nota oficial de condolências.
As cerimónias fúnebres da cantora ocorreram em Lisboa, na Basílica da Estrela, no dia 9 de dezembro, sendo sepultada no Cemitério dos Prazeres.
O relatório final sobre o acidente apresenta como causa o excesso de velocidade do Range Rover, conduzido por Ivo Lucas. O ator e cantor seguia em claro excesso de velocidade, num piso escorregadio. Já não chovia na altura do choque e havia visibilidade suficiente para evitar o embate. Por isso, foi constituído arguido por homicídio negligente.
No julgamento, o Ministério Público pediu a condenação de todos os arguidos responsáveis pelo acidente, para os três arguidos acusados de homicídio negligente, designadamente Ivo Lucas, Cristina Branco e Paulo Neves, pediu penas de prisão suspensas.
A 12 de janeiro de 2024, três dos quatro arguidos envolvidos no acidente foram condenados a prisão com pena suspensa. A juíza Marisa Dias Ginja considerou que para a morte da cantora contribuiu o comportamento de todos estes arguidos: Paulo Neves, que conduzia uma viatura alcoolizado e abaixo do limite de velocidade, a fadista Cristina Branco, que embateu na viatura de Paulo Neves, e o cantor Ivo Lucas. Ivo Lucas foi condenado a uma pena suspensa de dois anos e quatro meses e Paulo Neves três anos e quatro meses. Ambos estavam acusados do crime de homicídio por negligência grosseira. Já Cristina Branco, acusada do crime de homicídio por negligência, foi condenada a uma pena suspensa de 1 ano e 4 meses.